# Samid Imanov
Samid Imanov est un officier azerbaïdjanais, major des forces spéciales de l'Azerbaïdjan, héros national de l'Azerbaïdjan.

## Biographie
Samid Imanov est né en 1981 à Neftchala. Depuis août 2004, Samid Imanov a servi dans les forces spéciales de l'Azerbaïdjan. En 2007, Imanov a participé à des exercices militaires en Turquie. Samid Imanov a également participé à des cours militaires au Pakistan, en Roumanie et en Suisse.
Pendant un certain temps, il a été le chef de la sécurité du ministre azerbaïdjanais de la Défense, Zakir Hasanov.
Samid Imanov est décédé dans la nuit du 3 au 4 avril près du village de Talış.
L'une des rues de la ville de Neftchala et l'école numéro 1 de la ville de Neftchala, où il a fait ses études secondaires, portent le nom de Samid Imanov.

## Prix
- Médaille de distinction au service militaire
- Médaille pour service irréprochable
- Héros national de l'Azerbaïdjan
- Médaille d'Étoile d'Or (Azerbaïdjan)
- Médaille "95e anniversaire des forces armées d'Azerbaïdjan (1918-2013)"[2]